# Christos Sartzetakis
Christos A. Sartzetakis (Grieks: Χρήστος Σαρτζετάκης) (Thessaloniki, 6 april 1929 – Athene, 3 februari 2022) was een Grieks jurist en staatsman.

## Levensloop
Hij studeerde in 1954 af in de Rechten aan de Universiteit van zijn geboortestad, en begon een succesvolle loopbaan als rechter. Hij was onderzoeksrechter in de ophefmakende zaak van de moord op de linkse volksvertegenwoordiger (en “dokter der armen”) Gregoris Lambrakis, gepleegd op 22 mei 1963 in Thessaloniki, vermoedelijk op last van extreemrechts. Ondanks de tegenwerking "van hogeraf" slaagde hij er toch in deze duistere materie grotendeels op te helderen. De omstandigheden van het hele onderzoek werden beschreven in de bekende roman "Z" (1966) van de schrijver Vasilis Vasilikos (in 1969 succesvol verfilmd door Costa-Gavras, met Jean-Louis Trintignant in de rol van onderzoeksrechter en Yves Montand als Lambrakis).
Na afloop van de zaak Lambrakis vertrok Sartzetakis, met een staatstoelage "weggepromoveerd", voor verdere studies naar Parijs (Faculté de Droit et des Sciences Économiques de Paris en Centre Universitaire des Études des Communautés Européennes). Onmiddellijk na de staatsgreep van april 1967 werd hij door de militaire junta teruggeroepen naar Athene en samen met 29 andere magistraten ontheven uit al zijn juridische functies. Hij werd verscheidene malen gearresteerd, zat meer dan een jaar in gevangenschap en werd op beestachtige wijze gefolterd door de Militaire Politie.
Op 19 november 1971 kwam hij vrij, onder internationale druk van (hoofdzakelijk Franse) juristen. In september 1974, na het herstel van de democratie, werd hij in eer hersteld en tijdens de volgende jaren bekleedde hij allerlei topfuncties in het Griekse gerecht. Hij werd lid van meerdere internationale juridische genootschappen, schreef verscheidene studies over juridische en politieke problemen en werd in vele landen geëerd met de hoogste onderscheidingen.
Op 29 maart 1985 werd hij, op voorstel van de PASOK, verkozen tot president van de Griekse Republiek, ook al was hij geen lid van een politieke partij. Hij vervulde deze functie tot 5 mei 1990.
Sartzetakis werd sinds 4 december 2021 op de intensive care behandeld voor een longontsteking, nadat hij acute respiratoire insufficiëntie had ontwikkeld. Hij stierf op 3 februari 2022 op 92-jarige leeftijd.
- Gemeinsame Normdatei: 1250945674
- International Standard Name Identifier: 0000 0000 3725 5905
- Library of Congress Control Number: n85134930
- Système universitaire de documentation: 260131032
- Virtual International Authority File: 6367076
- WorldCat: E39PBJx4pkRwrCGBMdKMBkrQbd